# Последний замок (фильм)
«Последний замок» (англ. The Last Castle) — американский кинофильм 2001 года с участием Роберта Редфорда и Джеймса Гандольфини.

## Сюжет
Руководителя многих успешных боевых операций, генерала Юджина Ирвина, за неподчинение приказу направляют в тщательно охраняемую тюрьму для военных заключенных, командует которой властный и жестокий полковник Винтер. Знаменитый своими подвигами, генерал сразу завоевывает симпатии заключенных, и даже начальник тюрьмы почти преклоняется перед ним, желая сделать чуть ли не своей правой рукой. Но, наблюдая за царящими здесь порядками, за несправедливостью и насилием, Ирвин решает бросить вызов Винтеру и начинает подготовку к настоящему бунту с целью взять командование тюрьмой на себя.

## В ролях
| Актёр              | Роль                                  |
| ------------------ | ------------------------------------- |
| Роберт Редфорд     | генерал Юджин Ирвин                   |
| Джеймс Гандольфини | полковник Винтер                      |
| Марк Руффало       | Йейтс                                 |
| Делрой Линдо       | генерал Уилер                         |
| Пол Кальдерон      | Деллво                                |
| Робин Райт         | дочь генерала Юджина Ирвина (визитёр) |

## Съёмочная группа
- Режиссёр: Род Лури
- Продюсеры: Роберт Лоуренс, Дон Зепфел
- Сценарий: Дэвид Скарпа, Грэхэм Йост
- Оператор: Шелли Джонсон
- Композитор: Джерри Голдсмит